# Danny Bouws
Danny Bouws (Emmen, 24 maart 1994) is een Nederlands voetballer die momenteel uitkomt voor HHC Hardenberg. Op 18 januari 2015 maakt hij zijn professionele debuut in de Eerste divisie wedstrijd FC Dordrecht - FC Emmen.